# أليكس ساندرو
أليكس ساندرو لوبو سيلفا (بالبرتغالية: Alex Sandro Lobo Silva) ويُعرف اختصاراً ب‍أليكس ساندرو (بالبرتغالية: Alex Sandro) وهو لاعب كُرَة قَدَم برازيلي في مركز الظهير الأيسر ولد في يوم 26 يناير من عام 1991 في مدينة كتاندوفا في البرازيل وكان يلعب مع نادي يوفنتوس ولعب مع منتخب البرازيل لكرة القدم.
بدأ اليكس ساندرو مسيرته الاحترافية في نادي اتليتكو بارانيس في سنة 2008 واستمر معهم حتى 2010 حيث لعب 17 مباراة سجل فيها هدفا واحدا . انتقل اليكس بعدها إلى نادي سانتوس .
في 2010 لعب مع نادي  سانتوس البرازيلي موسما واحدا شارك في 31  مباراة وسجل هدف وحيد . غادر اليكس ساندرو فريقه واتجه إلى أوروبا من بوابة بورتو  البرتغالي ليبدأ فصل جديد من مسيرته .
في 2011 لعب ساندرو مع فريقه الجديد بورتو وفي أول موسم له موسم 2011-2012 فاز مع فريقه بلقب الدوري البرتغالي وايضا بكأس السوبر البرتغالي . تكرر الشيء ذاته في الموسم التالي 2012 -2013 حيث فاز بلقب الدوري البرتغالي و كأس السوبر البرتغالي لكنه لم يتوج بكأس البرتغال . الموسم الثالث له مع نادي التنانين فاز اليكس ببطولة واحدة وهي كأس السوبر البرتغالي للمرة الثالثة على التوالي لكن بورتو  فشل في تحقيق لقب الدوري و الكأس معا .  قضى اليكس 5 مواسم في ملعب التنين توج فيها ب 5 القاب ولعب 87 مباراة سجل فيها 3 اهداف . في عام 2015 أعلن نادي بورتو البرتغالي  انتقال لاعبه إلى نادي يوفنتوس . 

## روابط خارجية
- أليكس ساندرو على موقع الاتحاد الدولي (مؤرشف)  (الإنجليزية)
- أليكس ساندرو على موقع الاتحاد الأوربي (الإنجليزية)
- أليكس ساندرو على موقع إي إس بي إن إف سي (الإنجليزية)
- أليكس ساندرو على موقع قاعدة بيانات كرة القدم.إي يو (الإنجليزية)
- أليكس ساندرو على موقع ليكيب (الفرنسية)
- أليكس ساندرو على موقع ناشيونال فوتبول تيمز (الإنجليزية)
- أليكس ساندرو على موقع Soccerbase.com (لاعب) (الإنجليزية)
- أليكس ساندرو على موقع Soccerway.com (الإنجليزية)
- أليكس ساندرو على موقع عالم كرة القدم.نت (الإنجليزية)
- أليكس ساندرو على موقع اللجنة الأولمبية الدولية (الإنجليزية)